# Priit Kasesalu
Priit Kasesalu (nacido el 10 de abril de 1972) es un programador y desarrollador de software estonio más conocido por su participación en el desarrollo de Kazaa, Skype y, más recientemente, Joost. Actualmente trabaja para Ambient Sound Investments y vive en Tallin (Estonia).

## Biografía
Comenzó como programador para un fabricante local de hardware en 1986, junto con su compañero de clase Jaan Tallinn. La empresa ensamblaba ordenadores de 8 bits para su uso en escuelas públicas de la entonces Unión Soviética.
En 1992 estudió informática en la Universidad Técnica de Tallin.
El 7 de junio de 1993, él y Jaan registraron oficialmente BlueMoon como empresa privada de software en Estonia.

## Trabajo
En 1989 creó el primer juego de ordenador comercial estonio con Ahti Heinla y Jaan Tallinn, Kosmonaut. Más tarde se rehízo como SkyRoads y ha sido rehecho/adaptado por otras empresas en numerosas ocasiones.
En 2003 ayudó a desarrollar Skype con Janus Friis y Niklas Zennström, así como Heinla y Tallinn. Estos cinco también desarrollaron Kazaa y Joost.
Ha realizado varias contribuciones a SubSpace bajo el nombre de usuario PriitK, especialmente el cliente Continuum.

### Proyectos
A continuación se presenta una lista de proyectos en los que ha participado Priit Kasesalu.
- Kosmonaut (1992)
- SkyRoads (1993)
- Club de sonido (1993)
- Tigma SuperScroll (1995)
- Roketz (Plataforma de PC, 1995)
- El Arte de Vuelo (1996)
- Secuela para Sonar Club (1996)
- Brigada de trueno (1998)
- Subspace Continuum (1995)
- Kazaa (2001)
- Skype (2003)
- Joost (2006)